# (1212) Francette
(1212) Francette – planetoida należąca do zewnętrznej części pasa głównego asteroid okrążająca Słońce w ciągu 7 lat i 308 dni w średniej odległości 3,95 au. Została odkryta 3 grudnia 1931 roku w Algiers Observatory w Algierze przez Louisa Boyera. Nazwa planetoidy pochodzi od imienia żony odkrywcy. Przed nadaniem nazwy planetoida nosiła oznaczenie tymczasowe (1212) 1931 XC.